# François-Jean de Chastellux

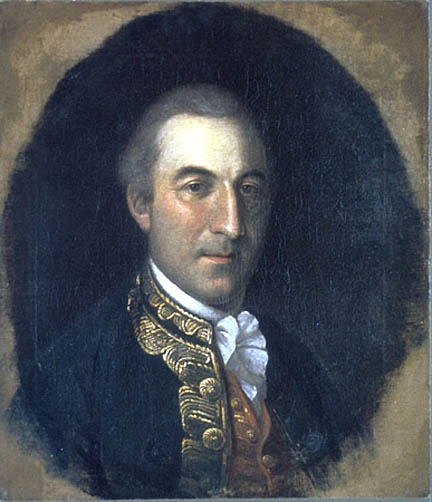
François-Jean de Chastellux

François-Jean de Chastellux (* 5. Mai 1734 in Paris; † 24. Oktober 1788 ebenda) war ein französischer Militär und Schriftsteller.

## Leben
De Chastellux kämpfte während des Amerikanischen Unabhängigkeitskriegs unter dem Kommando von Comte de Rochambeau. Dabei lernte er auch George Washington persönlich kennen und über diesen später auch Thomas Jefferson. 1781 wurde er sowohl in die American Academy of Arts and Sciences als auch in die American Philosophical Society gewählt.
Als de Chastellux wieder zurück in Frankreich war, ließ er sich in Paris nieder und widmete sich ab dieser Zeit nur noch seinem literarischen Schaffen. 1775 wählte die Académie française de Chastellux zum Nachfolger des verstorbenen Dramatikers Jean-Baptiste Vivien de Châteaubrun (Fauteuil 2); ihm selbst folgte Aimar-Charles-Marie de Nicolaï auf diesem Platz nach.
Der Maler Charles Willson Peale schuf ein beachtenswertes Porträt von François-Jean de Chastellux.

## Werke (Auswahl)
- De la félicité publique ou considérations sur le sort des hommes, dans les differentes époques de l’histoire. Sorbonne, Paris 1989 (Nachdr. d. Ausg. Paris 1768)
  - (Übers.) Ueber die Glückseligkeit der Völker, oder Betrachtungen über das Schicksal der Menschen in den verschiedenen Epochen der Geschichte. Nach der neuesten, verbesserten und vermehrten Ausgabe aus dem Französischen übersetzt. Leipzig, Weygand, 1780
- Éloge de M. Helvetius. Paris 1774.
- Essai sur l’union de la poésie et de la musique. Slatkine, Genf 1970 (Nachdr. d. Ausg. Paris 1765).
- Iphigénie en Aulide. Opéra. Paris 1773.
- Voyage de M. le marquis de Chastellux dans l’Amerique septentrionale, dans les années 1780, 1781 et 1782. Tallandier, Paris 1980 (Nachdr. d. Ausg. Paris 1786).